# La Rivière de la poudre
Pour plus de détails, voir Fiche technique et Distribution.
La Rivière de la poudre (titre original : Powder River) est un film américain réalisé par Louis King, sorti en 1953.

## Synopsis
Deux amis, Chino Bullock un ancien policier à la retraite et Jack Slater, ont découvert et exploitent un filon d’or grâce auquel ils s’enrichissent. Mais leur fortune attire les truands. Jack est abattu d’une balle dans le dos. Chico accepte de reprendre du service, il est nommé shérif pour rétablir l’ordre dans la ville, mais va aussi assouvir une vengeance personnelle.

## Fiche technique
- Titre original : Powder River
- Titre français : La Rivière de la poudre
- Réalisation : Louis King
- Scénario : Sam Hellman, Stuart N. Lake, Daniel Mainwaring
- Photographie : Edward Cronjager
- Montage : William B. Murphy
- Musique : Lionel Newman
- Direction artistique : Chester Gore, Lyle R. Wheeler
- Décors : Fred J. Rode
- Costumes : Travilla
- Son : Bernard Freericks, Harry M. Leonard
- Producteur : André Hakim
- Société de production : 20th Century Fox
- Société de distribution : 20th Century Fox
- Format : Couleur (Technicolor) — 35 mm — 1,37:1 — Son : Mono (Western Electric Recording)
- Genre : Western
- Durée : 78 minutes (1 h 18)
- Dates de sortie
  - États-Unis : 8 juin 1953
  - France : 11 novembre 1953
  - Allemagne de l'Ouest : 13 novembre 1953

## Distribution
- Rory Calhoun : Chino Bullock
- Corinne Calvet : Frenchie Dumont
- Cameron Mitchell  : Mitch Hardin
- Penny Edwards : Debbie Allen
- Carl Betz : Loney Hogan
- John Dehner : Harvey Logan
- Raymond Greenleaf : Prudy
- Victor Sutherland : le maire Lowery

Acteurs non crédités
- Merrill McCormick : un villageois
- Emmett Vogan : un shérif-adjoint